# 마리아 마가레테 키르히
마리아 마가레테 키르히(Maria Margarethe Kirch, 본성 빙켈만 Winckelmann, 1670년 2월 25일 ~ 1729년 12월 29일)는 독일의 천문학자로, 행성 간의 합을 다룬 1709년과 1711년의 논문으로 당대에 잘 알려진 천문학자 중 한 명이었다.
여성이 교육을 받을 기회가 없던 17세기 독일에서 천문학을 연구하고자 고트프리트 키르히와 결혼하고 그의 조수가 된 마리아는 1702년 새로운 혜성을 발견하는 업적을 세웠지만 남편과 학계에 의해 정당한 대우를 받지 못하였다. 또한, 베를린 왕립 과학 아카데미에서 뛰어난 천체 관측과 달력 제작 실력으로 인정 받았지만 성차별로 인해 남편이 죽은 뒤에 그의 자리를 이어받지 못하고 박대를 당하였다.

## 어린 시절
마리아의 아버지는 루터교 목사였으며, 딸이 당시 남자 아이들이 받았던 것과 동등한 교육을 받을 자격이 있다고 생각하여 어린 나이부터 그를 교육하였다. 아버지가 죽은 후, 삼촌이 뒤를 이어 그를 계속 교육하였다. 마리아는 어릴 적부터 천문학에 흥미를 느꼈고, 라이프치히 근처의 조머펠트에서 농부로 일했던 독학으로 공부한 천문학자 크리스토프 아르놀트 아래에서 공부할 기회를 얻었다. 그는 아르놀트의 비공식 견습생이 되었고, 이후 조수가 되어 아르놀트, 그의 가족과 더불어 살았다.

## 천문학 연구
마리아는 아르놀트를 통해 그 시대 독일의 천문학자 중 가장 유명했던 천문학자 겸 수학자 고트프리트 키르히를 만났다. 키르히가 그보다 서른 살이 많았지만 둘은 1692년에 결혼하여 네 명의 자녀를 가졌고, 아이들 또한 부모의 길을 따라 천문학을 공부하였다. 고트프리트 키르히는 자신의 여동생과 다른 많은 학생과 마찬가지로 마리아에게 심화된 천문학을 교육하였다. 당시 여성들은 대학에 갈 수 없었지만 천체를 관측하는 연구는 대부분 대학 밖에서 이루어졌으며, 고트프리트 자신도 단치히의 헤벨리우스의 개인 천문대에서 관측 기술을 배웠다.
마리아와 고트프리트는 한 조로 함께 연구하였으나, 마리아가 고트프리트의 조수에 가까워 동등한 관계로 보기는 힘들었다. 부부는 함께 천체를 관측하고 계산하며 역법과 천체력을 산출하였다. 1697년부터 부부는 기상 정보도 기록하기 시작했다. 키르히 부부가 수집한 자료는 달력과 책력을 만드는 데 쓰였으며 항해에도 매우 유용하였다. 베를린의 왕립 과학 아카데미는 부부가 만든 달력을 판매하였는데, 달력에는 날짜 이외에도 달의 위상, 해돋이와 해넘이, 일식의 시간, 태양과 다른 행성의 위치에 관한 정보가 들어 있었다.
1702년 4월 21일, 마리아는 밤 9시 정기 야간 관측을 하던 중 이전에 알려지지 않은 "혜성 1702"(C/1702 H1)를 발견하였다. 그의 남편은 1710년 논문에서 혜성의 발견을 다음과 같이 적었다.
| “ | 이른 새벽의 하늘은 맑고 별이 총총했다. 어느 밤 나는 변광하는 별을 관측하였고, 아내는 자신이 직접 그 별을 찾아 보기를 원했다. 그 과정에서 그는 하늘에서 혜성을 발견하였다. 아내는 나를 깨웠고 나는 그것이 정말로 혜성임을 알았다... 전날 밤 내가 이것을 발견하지 못했다니 놀라울 따름이다. | ” |

그러나, 사실과 다르게 이 혜성은 고트프리트가 발견했다고 알려지게 되었다. 이것은 고트프리트가 아내의 공로를 인정하기 싫어 보고서 초안에 이름을 싣지 않은 탓일 수 있다. 다만, 마리아가 당시 독일 과학계에서 선호했던 라틴어가 아닌 독일어로만 논문을 출간했기에, 독일의 유일한 과학 학술지 《학술기요》에 그의 연구 발표가 실리지 못했고, 그로 인해 정당한 자신의 권리를 주장하지 못했을 가능성이 더 크다. 고트프리트는 1710년이 되어 발견에 대한 진실을 뒤늦게 밝히지만, 이후로도 많은 과학사가들이 이 혜성의 발견을 고트프리트 혼자의 업적으로 오인하게 되었다.
마리아는 천문학에서 중요한 연구를 계속 수행했고, 자신의 이름으로 독일어 논문을 출간했으며, 적잖이 인정도 받았다. 그의 논문으로는 1707년의 북극광 관측, 태양과 토성과 금성의 합을 다룬 1709년 소논문 Von der Conjunction der Sonne des Saturni und der Venus가 있으며, 1711년 새로운 혜성을 예상하며 발행한 대일조에 관한 예측(Die Vorbereitung zug grossen Opposition)은 호평을 받았다. 목성과 토성의 근접한 합을 다룬 1712년 논문이 천문학에 기여한 마지막 논문이었다. 이 논문은 점성술과 천문학적 관측을 모두 담고 있으며, 일부는 마리아의 연구가 점성술 쪽에 치우쳐 있다고 주장하였다. 그러나, 베를린 아카데미의 의장 알퐁스 데 비뇰은 그를 칭송하는 글에서 다음과 같이 적었다. "키르히 부인은 친구들이 요청하자 별점을 칠 준비를 했다. 하지만 그가 원해서가 아니라 후원자들의 심기를 거스르지 않으려고 그랬을 뿐이었다."

## 아카데미와의 갈등
고트프리트가 1710년 7월 25일 베를린에서 사망한 후, 마리아는 왕립 과학 아카데미의 천문학자이자 달력 제작자로서 남편의 자리에 들어가기를 요청했다. 그는 남편이 죽기 전 병석에 있는 동안 자신이 남편의 업무 대부분을 수행했음을 밝혔다. 당시에 남편이 죽으면 아내가 사업을 잇는 것은 드문 일이 아니었다. 그러나, 왕립 아카데미 위원회는 마리아의 요청을 거절했고, 그가 청원을 하기 전부터 선례를 세우는 것을 꺼려 후보로 거론조차 하지 않았다. 마리아를 지지한 유일한 사람은 당시 아카데미의 의장 고트프리트 빌헬름 라이프니츠였다. 라이프니츠는 오랫동안 마리아를 격려하고 그가 흑점에 대해 설명하도록 좋은 인상을 주기 위해 1709년 프러시아 궁정에 그를 소개하였다. 라이프니츠의 지원으로 마리아는 급료 없이 머무를 수 있었지만, 아카데미의 마음을 바꾸기에는 역부족이었다. 마리아는 자신의 청원이 성별 때문에 거절 당했다고 생각하였다. 이것은 그에 비해 경험이 부족한 요한 하인리히 호프만이 죽은 남편의 자리에 대신 임명되었다는 사실로 어느 정도 뒷받침된다. 호프만은 얼마 지나지 않아 일에 있어서 뒤쳐졌고 필요한 관측도 마치지 못하여, 심지어 마리아를 조수로 받기를 제안 받았다. 1711년 말 아카데미는 자리를 주는 대신 마리아의 공로를 인정해 훈장을 수여하였다.
1712년 10월 마리아는 남편과 친분이 있던 아마추어 천문학자 베른하르트 프리드리히 폰 크로시크의 후원을 받아 그의 천문대에서 연구를 시작했다. 아들 크리스트프리트를 대학으로 보낸 마리아는 두 딸과 함께 폴란드 브레슬레우, 뉘른베르크, 드레스덴, 헝가리 등의 지역용 달력과 연감을 제작하여 돈을 벌고 천문 관측을 계속하며 연구를 이어가며 천문학자로서의 명예를 쌓았다. 1714년 크로시크가 사망한 후 마리아는 천문대를 떠나 잠시동안 단치히 대학교 수학 교수의 조수로 일하였다. 요하네스 헤벨리우스가 크로시크의 천문대를 재건하기 위해 마리아와 아들 크리스트프리트를 초빙하면서 다시 천문학 관측을 이어갔다.
1716년 러시아의 표트르 대제로부터 천문학자 자리를 제안받았지만, 호프만의 사망으로 크리스트프리트가 왕립 과학 아카데미의 관측자로 임명되자 베를린으로 돌아갔다. 마리아와 딸 크리스티네와 마가레타는 조수로 일하였다. 아카데미 회원들은 마리아가 관측대에 방문하는동안 중요한 역할을 수행하는 것에 불만을 표출하고 조수처럼 행동하고 배경에 머물러 있을 것을 요구했다. 1717년, 아카데미는 단체의 요구를 거부하는 마리아에게 은퇴를 강요했고, 마리아는 떠나야 했다.
마리아는 천문대를 떠난 뒤에도 집에서 개인적인 관측과 연구 활동을 이어나갔지만 열악한 환경으로 인해 그만두게 되었고, 1720년 12월 29일 베를린에서 열병으로 사망하였다. 그가 죽은 뒤에는 딸들이 천문대에서 조수로 일하며 관측자 크리스트프리트를 보조하였다.

## 같이 보기
- 천문학자 목록
- 과학과 여성

## 참고 문헌
- Schiebinger, Londa (1987). “Maria Winkelmann at the Berlin Academy: A Turning Point for Women in Science”. 《Isis, Journal of the History of Science Society》 (Berlin: Springer-Verlag) 78 (292): 174–200.
- Gillispie, Charles Coulston (1980). 《Dictionary of Scientific Biography》. Charles Scribner's Sons. 208쪽. ISBN 0-684-10122-X.
- Ogilvie, Marilyn Bailey (1986). 《Women in Science: Antiquity through the nineteenth century: a biographical dictionary with annotated bibliography》. MIT Press. 208쪽. ISBN 0-262-65038-X.
- 쉬빈저, 론다 (2007년 11월 15일) [1989]. 《두뇌는 평등하다 – 과학은 왜 여성을 배척했는가?》. 번역 조성숙. 서해문집. ISBN 9788974833275.